# Sousveillance

Surveillance comparada con sousveillance.

Sousveillance (/suːˈveɪləns/) (sub-vigilancia) es la grabación de una actividad por un participante en ella, típicamente a través de pequeñas tecnologías personales portátiles. El término "sousveillance", acuñado por Steve Mann, surge del contraste entre las palabras francesas sur, que significa "encima", y sous, que significa "abajo", i.e. "la surveillance" denota el "ojo-en-el-el cielo" que mira desde arriba, mientras que "sousveillance" denota traer la cámara u otro medio de observación a nivel humano, ya sea físicamente (montando cámaras en personas más que en edificios), o jerárquicamente (personas normales son las que miran, más que edificios o autoridades más altas).
Mientras que tanto surveillance como sousveillance se refieren generalmente a control visual, los términos también denotan otras formas de controlar como surveillance o sousveillance de audio. En el ámbito del audio (p. ej. grabado de conversaciones de teléfono), sousveillance se refiere al "consentimiento de una de las partes".

## Surveillance inversa
La surveillance inversa es un tipo de sousveillance. El concepto más general de la sousveillance va más allá de la surveillance inversa y del "nosotros versus ellos" asociado al siglo XX, framework en que los ciudadanos fotografían a la policía, los clientes a los dependientes, o los pasajeros a los conductores de taxi. Howard Rheingold comentó en su libro Listo Mobs que esto es similar al concepto de peatón-conductor, p.ej. estos son roles de los que muchos de nosotros toman ambos lados. Muchos aspectos de sousveillance fueron examinados en la categoría general de "reciprocal accountability" en el libro de no-ficción de 1997 de David Brin La Sociedad Transparente, así como también en sus novelas. El primer International Workshop on Inverse Surveillance, IWIS, tuvo lugar en 2004, presidido por Dr. Jim Gemmell, (MyLifeBits), Joi Ito, Anastasios Venetsanopoulos, y Steve Mann, entre otros.
Una de las cosas que trajo la surveillance inversa a la luz fueron las reacciones de guardias de seguridad a ayudas de visión eléctricas y prácticas de sousveillance similares. Parecía, en un primer momento, que como más cámaras hubieran en un establecimiento, a más guardias les desagradaba el uso de ayudas de visión eléctricas, como las gafas EyeTap. Fue mediante simplemente llevar ayudas de visión eléctricas, como un observador pasivo, que se descubrió que la surveillance y la sousveillance pueden causar conflicto y en ocasiones confrontación. Esto dirigió algunos investigadores para explorar por qué el perpetuators de la vigilancia es sospechosa de sousveillance, y así definió la idea de inverse vigilancia como faceta nueva e interesante de estudios en sousveillance.
/*--Desde el año 2001, el 24 de diciembre ha sido el Día Mundial de la Sousveillance con grupos de participantes en Ciudad de Nueva York, Toronto, Boston, Florida, Vancouver, Japón, España y el Reino Unido.  Aun así, este día se centra solo en la sousveillance jerárquica, mientras que hay un número de grupos alrededor del mundo trabajando en combinar las dos maneras de sousveillance. 
La sousveillance de un estado por sus ciudadanos ha sido acreditada por abordar muchos problemas como fraudes o fechorías. Por ejemplo, los teléfonos móviles se utilizaron en Sierra Leona y en Ghana en 2007 para comprobar malas prácticas e intimidación durante elecciones.

## Personal sousveillance

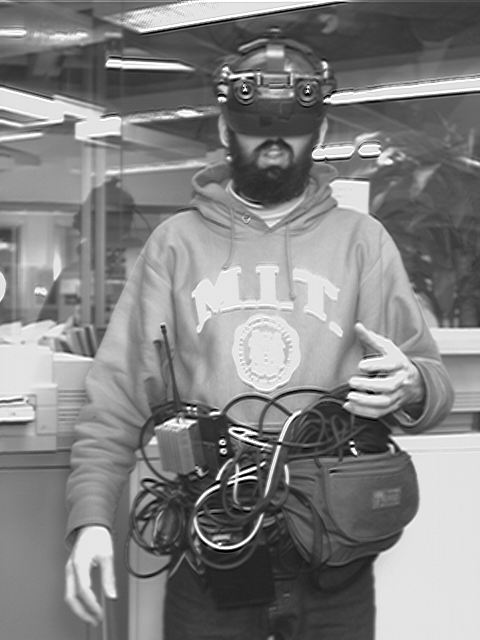
Steve Mann Filtro Visual para continuo vivo webcast así como visionado (i.e. modificación de realidad visual en realtime).

Personal sousveillance es el arte, la ciencia, y la tecnología de la captura de la experiencia personal, procesamiento, almacenamiento, recuperación, y transmisión, como registro audiovisual de por vida mediante prótesis cibernética s, como ayudas ópticas, ayudas de memoria visual, y parecidos. Incluso las tecnologías de sousveillance actuales como las cámaras de los teléfonos móviles y los weblogs suelen crear un sentimiento de comunidad, en contraste con la surveillance que muchos han clasificado como corrosiva para la comunidad.
Los problemas legales, éticos y de pólizas que rodean la sousveillance personal aun no han sido explorados, pero hay parecidos razonables con las normas sociales y legales que rodean la grabación de conversaciones telefónicas. Cuando una o más partes de la conversación la graban, se llama "sousveillance", mientras que cuando la conversación es grabada por una persona que no forma parte de la conversación (como un guardia de prisión violando una relación de cliente-abogado), la grabación se llama "surveillance".
A medida que las tecnologías se vuelven más pequeñas y fáciles de usar, la captura, la grabación y reproducción de la vida cotidiana se convierten más fáciles de iniciar espontáneamente en situaciones inesperadas. Por ejemplo, David Ollila, un fabricante de equipación de videocámaras, permaneció atrapado durante cuatro horas en un avión Comair en el aeropuerto JFK en New York City. Cuando grabó una entrevista con el piloto sobre la situación, el piloto llamó a la policía, la cual retiró a Ollila para interrogarlo y retiraron a todo el mundo del avión.
Grabar situaciones es solo parte del proceso de la sousveillance. La comunicación también es importante. Páginas de compartimiento de vídeos como YouTube o de compartimiento de fotos como Flickr, tienen un papel vital. Por ejemplo, los agentes de policía provocadores, fueron rápidamente revelados en YouTube cuando infiltraron una demostración en Montebello, Quebec, en contra de los líderes de Canadá, México y Estados Unidos (agosto de 2007). Cuando el jefe de la policía de Quebec dijo públicamente que no había presencia policial, un vídeo de sousveillance demostró que estaba equivocado. Cuando revisó su declaración para decir que los agentes de policía eran observadores pacíficos, el mismo vídeo mostró que llevaban máscaras, llevaban botas de policía, y que en algún caso tenían rocas en la mano.

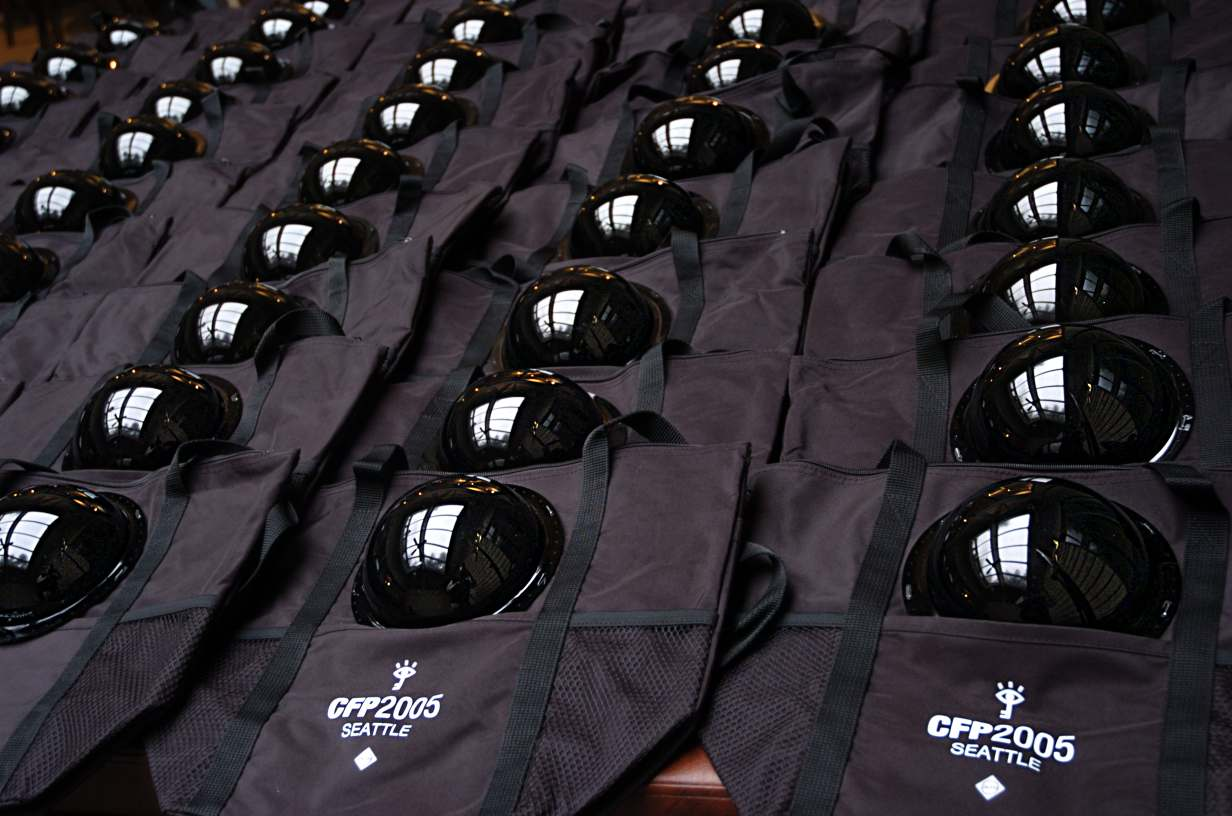
Dispositivos de sousveillance para los asistentes de la conferencia CFP2005 de ACM.

## Uso policial
El uso de cámaras portátiles de oficiales de policía combinado con una grabación en streaming en un archivo resulta en un registro de las interacciones del ofician con civiles y criminales. Las cámaras pequeñas son construidas por Axon Looxcie, y probablemente otras firmas. Experimentos con uso policial en Rialto, California en 2012 hasta 2013 resultaron en una reducción de ambas quejas hacia los agentes y la reducción del uso de la violencia también por su parte. El público está protegido de una mala conducta policial y los agentes de denuncias falsas.

## En arte

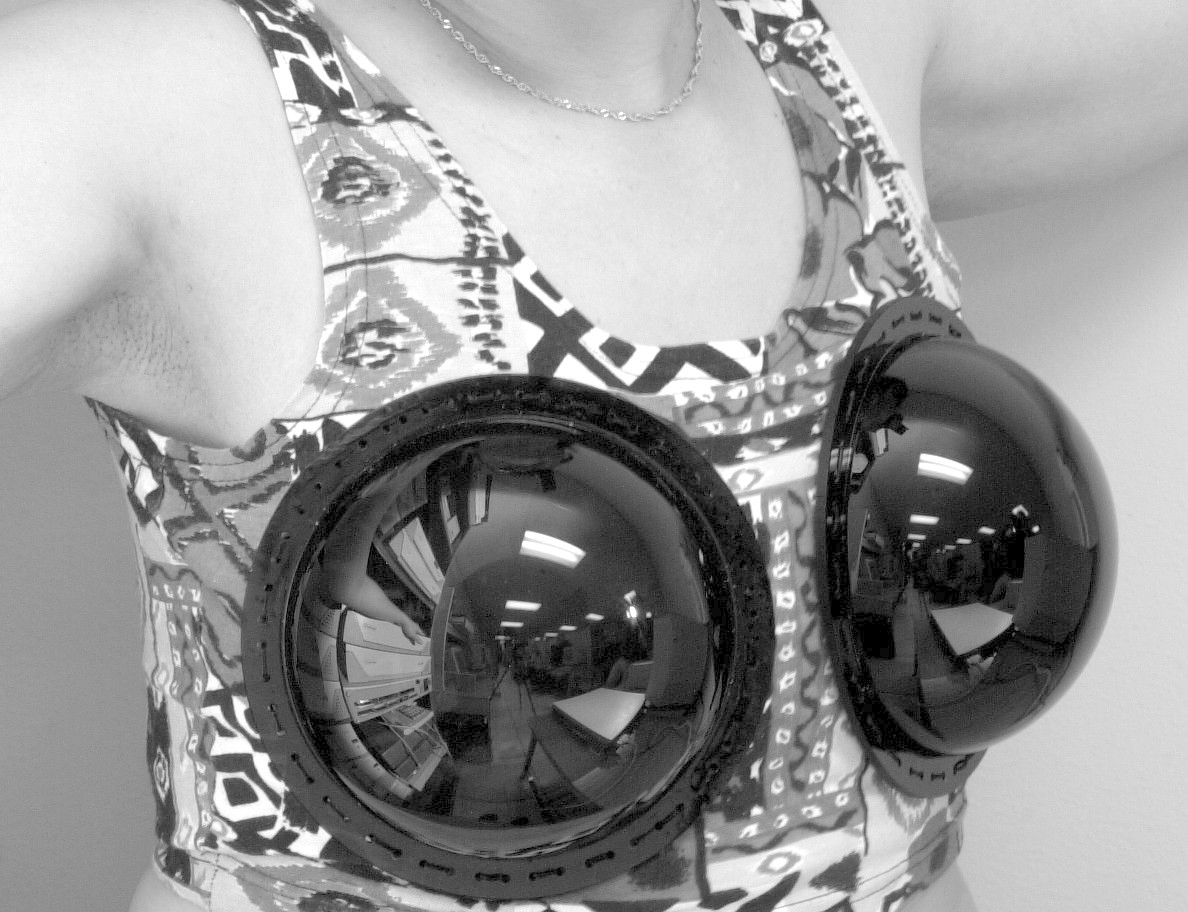
HeartCam, arte interactivo portàtil para revertir la mirada masculina, inventor: S. Mann, julio de 2001.

Referido como un prepotente temprano del salvavidas y a lo mejor el ejemplo más extremo de self-tracking (seguimiento automático de uno mismo) desde 2003, el artista de medios conceptuales se ha embarcado en un proyecto ambicioso, de 2004 a 2040, para entenderse a sí mismo. Empezando por rastreando todo lo que su mano derecha (y dominante) ha usado, ha ido añadiendo lentamente diferentes proyectos de rastreamiento y documentación. El hecho de dejar el centro de atención en sí mismo y sus alrededores le ha ayudado a conectar consigo mismo y el mundo de su alrededor.
El artista, científico e inventor S. Mann también creó una pieza de arte portátil e interactiva, la HeartCam, en julio de 2001 con el objetivo de revertir la mirada masculina. Otros, incluyendo Nestle, han construido sobre este concepto de revertir la "mirada masculina" usando un sujetador como el punto de vista para una cámara.

## En ficción
La novela de 1989 Earth de David Brin representa a ciudadanos equipados con equipos de realidad aumentada ("Tru-Vu Goggles") y cámaras ejercitando responsabilidad recíproca, con cada uno y con figuras autoritarias, discutiendo efectos en crimen y presagiando los desarrollos actuales de la "cop cam". Las élites tienen permitido, solo temporalmente, secreto en caché. En la trilogía de Robert Sawyer Neanderthal Parallax, el Homo neandertalensis que ocupa un universo paralelo, tiene lo que se llama "companion implants" o implantes compañeros. Estos son dispositivos comprensivos de grabación y transmisión, montados en el antebrazo de cada persona. Su vida entera está constantemente monitorizada y enviada a su archivo de coartada por su propietario, o por las autoridades adecuadas cuando se investiga una infracción, y en el último caso solamente en circunstancias relevantes a la investigación. Las grabaciones se mantienen hasta después de la muerte; no está claro el razonamiento que hay detrás de esto y bajo qué circunstancias y o por quién puede ser accedido tal archivo.

## Sousveillance eficiencia o eficacia
Hay una necesidad para la eficacia, eficiencia o efectividad de la sousveillance, las cuales pueden ser conocidos por redes sociales, como a través de diseminación extendida por estas últimas, y cuando se usa como una modalidad de output en conjunción con la sousveillance como una modalidad de input, se llama "swollag", o gallows (del inglés, horca) escrito del revés. Por ejemplo, grabar o transmitir una situación abusiva, como abusos policiales, no siempre lleva a la justicia y al castigo del abusador sin algunos medios (p. ej. swollag) para que la sousveillance tome efecto. Por ejemplo, en 2014, un hombre llamado Eric Garner fue estrangulado hasta la muerte por un policía en Staten Island tras ser detenido como sospechoso por venta de cigarros. "La muerte de Garner fue documentada por su amiga Ramsey Orta, y el vídeo fue diseminado ampliamente. A pesar de la evidencia del vídeo, un gran jurado declinó a acusar al asesino de Garner, conduciendo a una protesta y un escándalo extendidos. (En un giro de acontecimientos irónico, la única persona juzgada en conexión con la muerte de Garner fue Orta, que fue sometida al escrutinio policial y fue detenida por una posesión de armas "no relacionada". Orta está actualmente en prisión en Nueva York. La sousveillance tiene unos costes.)"
Aun así, parecía que un comportamiento abusivo grabado es más probable que sea castigado si tal vídeo se extiende ampliamente. Esto hace que la sousveillance sea más eficiente y políticamente significativa, en la medida que enseña a una proporción significante de la población los abusos de autoridad. Así, el desarrollo de plataformas de vídeo, como Youtube y Snapchat, y plataformas de retransmisión como Periscope y Twitch, son componentes clave para la eficiencia de la sousveillance. Esto quedó de mostrado durante las manifestaciones francesas en contra de la "Loi Travail" en 2016, cuando una retransmisión de Periscope que enseñaba fuerzas autoritarias, acusada de ser abusiva por una parte de los manifestantes, fue vista por 93.362 personas. Este vídeo fue colgado en Twitter. No obstante, puede ser considerado según si esto crea una dependencia peligrosa en plataformas privadas, normalmente gobernadas por gigantes del Internet (como Google, para YouTube) los cuales tienen intereses comunes con gobiernos, y quiénes adaptan su contenido mediante algoritmos que los usuarios no pueden controlar.
Además, algunos discrepan en que la sousveillance pueda ayudar en expresar la surveillance, a pesar de que esta sea conducida por personas. Ejemplos incluyen aplicaciones móviles usadas para ayudar a señalizar amenazas públicas, como la aplicación israelí c-Now (anteriormente llamada Reporty). En enero de 2018, c-Now fue testada en Niza por el alcalde Christian Estrosi, causado debates públicos virulentos, con defensores de la seguridad informando sobre el software espía asociado a la app. Además, el director de c-Now es Ehud Barack, el primer ministro de Israel, quien es sospechoso por haber mantenido links cercanos con los gobiernos israelí y americanos. Por estas razones, los defensores de la seguridad consideran la aplicación para atender al programa global de surveillance en América (revelado por Edward Snowden en 2013), y para elevar el debate de si la sousveillance realmente sirve como "surveillance inversa".